# Campo de concentração de Breslau-Dürrgoy
O campo de concentração de Breslau-Dürrgoy ou KZ Dürrgoy foi um campo de concentração nazista alemão criado na região sul de Wrocław (em alemão:  Breslau), na época território da Alemanha, antes da Segunda Guerra Mundial, na área da antiga fábrica de fertilizantes "Silésia". Estava localizado no que, desde 1945, ficou conhecido como bairro Tarnogaj de Wrocław (em alemão:  Dürrgoy), na rua Strehlener Chaussee ou Strzeliński (atualmente Bardzka), em frente ao cemitério do Espírito Santo. 
O campo, destinado aos opositores do nazismo, foi instalado no local de um antigo campo de prisioneiros de guerra, que aprisionou franceses na Primeira Guerra Mundial, e depois foi convertido e utilizado como fábrica de fertilizantes. O novo campo foi fundado por iniciativa do comandante da Sturmabteilung (SA) na Silésia, Obergruppenführer Edmund Heines, em 12 de março de 1933, e fechado em 10 de agosto de 1933, sendo todos os prisioneiros transportados para um campo de concentração maior em Osnabrück.

## História
Inicialmente, cerca de 200 pessoas foram enviadas para o campo de concentração de Breslau-Dürrgoy. Ao todo, entre oitocentos e mil prisioneiros foram mantidos no campo, incluindo social-democratas, comunistas (KPD) e judeus. Entre os prisioneiros em Dürrgoy estavam Hermann Lüdemann (presidente da Baixa Silésia), Fritz Voigt (ex-presidente da polícia de Wroclaw), Karl Mache (vice-prefeito de Breslau, como a cidade era conhecida na época), Wilhelm Winzer ( ex-vereador de Wroclaw), Paul Löbe (presidente da Reichstag) e Ernst Eckstein (ativista do Partido Social-Democrata da Alemanha). Os prisioneiros trabalhavam em uma fábrica química próxima "Silésia".
O campo de concentração era um dos chamados de "precários", como outros criados na época na Alemanha. Eles eram organizados principalmente em quartéis, com instalações temporárias, ou em vagões de trem, usando materiais de baixo custo disponíveis no local. Estruturar o campo de concentração de Dürrgoy levou apenas duas semanas. A existência de campos “precários”, e o tratamento dado aos prisioneiros neles detidos, vieram a público rapidamente e, sob pressão da opinião pública, foram fechados. O resultado foi uma centralização do sistema de repressão, e a transferência dos prisioneiros para campos oficiais.
O capom de concentração de Dürrgoy foi fechado em 10 de agosto de 1933, e os últimos 343 prisioneiros foram transportados de trem para um campo espacial de Esterwegen, localizado próximo a Osnabrück. Os quartéis que permaneceram no campo foram utilizados como abrigo para os sem-teto.
Hoje, no local do campo e da fábrica "Silésia", existe um aterro sanitário, criado após a Segunda Guerra Mundial.